# FK Olympia Praha
FK Olympia (celým názvem: Fotbalový klub Olympia a.s.) byl český fotbalový klub, který sídlil v pražské čtvrti Strahov (městská část Praha 1). Založen byl v roce 2017, letopočet vzniku byl i v klubovém emblému. V sezóně 2017/18 působil ve Fotbalové národní lize (2. nejvyšší soutěž). Klubové barvy byly žlutá a černá.
Své domácí zápasy odehrával na stadionu Evžena Rošického s kapacitou 19 032 diváků.

## Historie
Původ Olympie lze hledat v královéhradecké jmenovkyni, jejíž mužské družstvo bylo v roce 2017 přesunuto z královéhradeckých Kuklen na pražský Strahov. Stalo se tak těsně po postupu královéhradeckých do druhé nejvyšší soutěže. Hlavním důvodem se stal nevyhovující sportovní areál v Kuklenách, který nesplňoval většinu podmínek pro účast ve druhé nejvyšší soutěži. Hradecké Olympii pak byla ponechána její mládež, ovšem již bez jejího mužského družstva. Po sezoně 2017/18 se klub sloučil s SC Radotín, a nuceně sestoupil do ČFL.

## Umístění v jednotlivých sezonách
Stručný přehled
Zdroj:
- 2017–2018 : Fotbalová národní liga

Jednotlivé ročníky
Zdroj:
Legenda: Z - zápasy, V - výhry, R - remízy, P - porážky, VG - vstřelené góly, OG - obdržené góly, +/- - rozdíl skóre, B - body, červené podbarvení - sestup, zelené podbarvení - postup, fialové podbarvení - reorganizace, změna skupiny či soutěže
| Česko (2017 – 2018) |                        |        |    |   |    |    |    |    |     |    |        |
| Sezóny              | Liga                   | Úroveň | Z  | V | R  | P  | VG | OG | +/- | B  | Pozice |
| 2017/18             | Fotbalová národní liga | 2      | 30 | 8 | 10 | 12 | 33 | 45 | -12 | 34 | 13.    |